# 小行星3215
小行星3215（3215 Lapko）是一颗围绕太阳公转的小行星。1980年1月23日，柳德米拉·卡拉季奇在克里米亚发现了此天体。
該小行星以蘇聯外科醫生康斯坦丁·庫茲米奇·拉普科（Konstantin Kuz'mich Lapko）命名。
这颗小行星的绝对星等为40.40449376080833等。